# Weyer, Bas-Rhin
Weyer là một xã thuộc tỉnh Bas-Rhin trong vùng Grand Est đông bắc Pháp.